# Брод (Владимирская область)
Брод — деревня в Собинском районе Владимирской области России, входит в состав Рождественского сельского поселения.

## География
Деревня расположена на берегу реки Ворша в 16 км на северо-запад от центра поселения села Рождествено и в 41 км на северо-запад от райцентра города Собинка.

## История
В конце XIX — начале XX века деревня входила в состав Черкутинской волости Владимирского уезда, с 1924 года — в составе Черкутинской волости. В 1859 году в деревне числилось 9 дворов, в 1905 году — 19 дворов, в 1926 году — 15 хозяйств.
С 1929 года деревня входила в состав Алепинского сельсовета Ставровского района, с 1932 года — в составе Ельтесуновского сельсовета Небыловского района, с 1945 года — в составе Ставровского района, с 1965 года — в составе Рождественского сельсовета, с 1965 года — в составе Собинского района, с 2005 года — в составе Рождественского сельского поселения.

## Население
| 1859 | 1905 | 1926 | 2002 | 2010 | 2021 |
| ---- | ---- | ---- | ---- | ---- | ---- |
| 104  | ↗106 | ↘67  | ↘0   | →0   | →0   |